# Anaximander

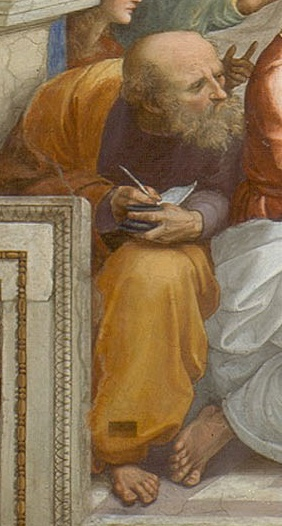
Anaximander afgebeeld op het fresco De school van Athene van Rafaël.

Anaximander (Oudgrieks: Ἀναξίμανδρος, Anaxímandros) was een presocratische filosoof uit het Ionische Milete die leefde van circa 610 tot circa 546 v.Chr. Samen met de oudere Thales en jongere Anaximenes behoorde hij tot de eerste Griekse filosofen, namelijk de Milesische. Hij was een natuurfilosoof die een prozawerk schreef over kosmologie.

## Leven
Anaximander was de tweede grote natuurfilosoof uit de stad Milete in Ionië, het huidige westelijke deel van Turkije. Daar was hij mogelijk een gezel of leerling van Thales en tevens de leermeester van Anaximenes.
Over zijn leven en werk is weinig bekend. Er bestaat wel fragmentarische informatie uit diverse klassieke bronnen. Volgens Aelianus was hij de bestuurder van de Miletische kolonie Amphipolis, waaruit sommigen concluderen dat hij een vooraanstaand burger was. Aan de hand van de berekeningen van Apollodorus van Athene wordt zijn geboorte geschat in het jaar 610 v.Chr. en zijn dood kort na het jaar 546 v.Chr. Diogenes Laërtius noemt hem een getalenteerd onderzoeker van astronomie en geografie, en zou dan een vroege vertegenwoordiger zijn geweest van de exacte wetenschappen. Vermoedelijk heeft hij als eerste enkele astronomische instrumenten geïntroduceerd in Griekenland, zoals de zonnewijzer. Bovendien zou hij als eerste een kaart van de wereld hebben gemaakt. Hierop werd de aarde als cirkel voorgesteld en de toen gekende landen waren gegroepeerd rond de Egeïsche zee als centrum, met rond die landen een grote oceaan.

## Kosmologie
Anaximander dankt zijn bekendheid vooral aan zijn kosmogonie en kosmologie. Net als zijn tijdgenoten was hij op zoek naar de archè (Oudgrieks: ἀρχή) van het universum, een eerste principe als begin van de wereld.
Bij Anaximander was de ene elementaire substantie, waaruit alles was ontstaan, niet het water zoals bij Thales en ook niet een andere stof die we kennen. Geen van deze elementen zou volgens hem in staat zijn om alle tegenstellingen in de natuur kunnen verklaren. Het principe dat hij als oersubstantie poneerde was oneindige, eeuwige en onbepaalde massa, die hij het apeiron (Oudgrieks: τὸ ἄπειρον) noemde. Deze oersubstantie, die niet direct waarneembaar is, maar wel in staat is een antwoord te bieden op alle bestaande tegenstellingen, vormde de basis voor alle stoffen die wij kennen. Hij werkte zijn grondbeginsel niet gedetailleerd uit, maar het principe van het apeiron werd door Anaxagoras, een leerling van Anaximenes, verder onderzocht en geformuleerd. Deze zag het Apeiron als een oorspronkelijke oerchaos. Ook Plato en Augustinus vatten later de theorie van Anaximander op die manier op.

Uit de oertoestand van het Apeiron kwamen vervolgens warm en koud, vochtig en droog en alle andere tegenstellingen in de wereld voort. Dit betekent volgens Anaximander dat het apeiron 'álle werelden omvatte'. Anaximander was immers van mening dat onze wereld er slechts één was uit vele.
Onze wereld zou ontstaan zijn uit de loop van een eeuwigdurende beweging van de oorspronkelijke oermassa. Ze werd opgevat als een cilindervormig geheel, die oorspronkelijk in evenwicht verkeerde met omringende vurige objecten, die aanvankelijk bij elkaar hoorden. Uiteindelijk werd het evenwicht verstoord en werden de massa's van elkaar gescheiden op de manier waarop ze voor ons nog steeds zichtbaar zijn, als wielvormige en met vuur gevulde objecten bestaande uit lucht.
Zo probeerde hij als eerste de beweging van de hemellichamen natuurkundig te verklaren. Oorspronkelijk was de aarde omgeven door een soort schil van vuur. Door de verstoring van het aanvankelijke evenwicht spatte deze uit elkaar en ging over in de hemellichamen die, vuur uitstralend, om de aarde wentelden.
De aarde, die volgens Anaximander vrij in de ruimte zweeft zodat hemellichamen als zon en sterren eronderdoor kunnen gaan, verkeerde eerst in vloeibare toestand. Vervolgens werd de aarde droger doordat er water in de zon verdampte. Uit dit verdampende water werden vissen geboren, die volgens Anaximander de eerste levende wezens zouden zijn geweest. Alle andere dieren en ook de mens zouden ontstaan zijn als transformatie of evolutie uit de vissen. Uit het feit dat de mens een zo lange jeugd heeft en zo lang onbeholpen is leidde hij af dat hij zo oorspronkelijk niet zou zijn kunnen ontstaan. De mens moest dus uit dieren van een ander soort zijn voortgekomen. Hoewel Anaximander geen evolutietheorie uitwerkte, wordt hij toch door velen beschouwd als de oudste vertegenwoordiger van een basaal evolutiedenken.
Anaximander dacht dat de aarde op zijn plaats bleef door de gelijke afstand tot andere astronomische objecten. Anaximander dacht dat de aarde tonvormig was. Op de bovenkant, die vlak is (maar wel rond) wonen de mensen. Een van de leerlingen van Anaximander, Anaximenes geloofde echter niet dat de aarde zweefde, maar vond het vanzelfsprekend dat de aarde vlak was en ergens op rustte, dat wil zeggen op lucht. Uiteindelijk valt alles weer terug in apeiron en kan de hele kosmogonie opnieuw beginnen.
Het belang van Anaximanders filosofie ligt niet zozeer in de mythische verklaring van het universum, maar in het feit dat hij het probeert te verklaren aan de hand van een rationeel model en met zo weinig mogelijk factoren. Hij gaat hierbij speculatief te werk en laat zich vaak inspireren door alledaagse ervaringen. Zijn poging om een meetkundig model van het universum te ontwikkelen, is het begin van de natuurwetenschap. Daarin streefde hij de Babyloniërs voorbij, wier astronomische dagboeken blijk geven van observatie en wiskundige methode die elders nog niet geëvenaard waren.

## Werken
Anaximander was volgens de overlevering de eerste filosoof die de poëzievorm losliet en zijn werk in proza schreef. Geen van zijn geschriften is echter bewaard gebleven. Van het werk waarin hij zijn kosmologische theorie toelichtte is slechts één fragment bewaard gebleven, dat geciteerd wordt door Simplicius van Cilicië:
"Waaruit de bestaande dingen hun geboorte hebben, daarin vinden ze ook hun ondergang, zoals het hoort; ze geven elkaar immers recht (δίκη / díkè) en boete voor het onrecht (ἀδικία /adikía), overeenkomstig de verordening van de tijd"
Anaximander sprak in deze passage wellicht over het feit dat elk element er steeds naar streeft zijn gebied uit te breiden. Toch wordt, volgens een soort natuurwet, het evenwicht telkens hersteld. Het vuur grijpt eerst om zich heen, maar gaat dan over in as, dat een vorm is van het element aarde. Zo blijven de totale hoeveelheden van de verschillende elementen constant. Deze kosmologie illustreert op een mooie manier het grote belang dat de Grieken hechtten aan harmonie en evenwicht. Men zou hierin zelfs een eerste aanzet kunnen zien tot de wetten van behoud van massa en van energie. Opvallend aan de passage zijn de morele termen waarin Anaximander zich uitdrukt bij het beschrijven van processen in het universum. Hieruit klinkt nog steeds een mythisch wereldbeeld, zoals dat in zijn tijd gemeengoed was.